# البهائية في الدنمارك
بدأ وجود الديانة البهائية في الدنمارك عام 1925، ولكن لم تبدأ البهائية في الدنمارك بالنمو إلا بعد أكثر من عشرين عامًا، وذلك عقب وصول المُبشِّرين البهائيين الأمريكيين عام 1946. وفي أعقاب تلك الفترة من النمو، أنشأ المجتمع البهائي التجمع الروحي البهائي عام 1962. وفي عام 2002، تشير المصادر البهائية إلى وجود نحو 300 بهائي، من بينهم لاجئون بهائيون إيرانيون ومعتنقون دانماركيون. وقدرت جمعية أرشيف بيانات الأديان (استنادًا في الغالب إلى الموسوعة المسيحية العالمية) وجود نحو 1,200 بهائي في عام 2005.

## التاريخ المبكر

### ألواح الخطة الإلهية لعبد البهاء
كتب عبد البهاء، ابن مؤسس الديانة البهائية، سلسلة من الرسائل أو الألواح إلى أتباع الدين في الولايات المتحدة بين عامي 1916 و1917؛ وقد جُمعت هذه الرسائل في كتاب بعنوان ألواح الخطة الإلهية. وكان اللوح السابع هو أول من ذكر عدداً من البلدان في أوروبا، بما في ذلك بلدان لم يزرها عبد البهاء خلال رحلته عام 1911–1912. وقد كُتب هذا اللوح في 11 أبريل 1916، إلا أن تقديمه في الولايات المتحدة تأخر حتى عام 1919، وذلك بعد نهاية الحرب العالمية الأولى والإنفلونزا الإسبانية. فيما بعد، زارت مارثا روت، وهي صحفية بهائية مسافرة حول العالم، الملك هوكون السابع ملك النرويج، من بين زياراتها العديدة. وقد تُرجم اللوح السابع وقُدِّم على يد أحمد سهراب في 4 أبريل 1919، ونُشر في مجلة الأدب البهائي في 12 ديسمبر 1919.
«باختصار، لقد أشعلت هذه الحرب المستعرة نارًا في القلوب لا يمكن للكلمات أن تصفها. ففي جميع بلدان العالم، أصبحت الرغبة في السلام العالمي تهيمن على وعي الناس. لا يوجد إنسان لا يشتاق إلى الوفاق والسلام. إن حالة من القابلية العجيبة يتم التوصل إليها... لذلك، يا مؤمني الله! أبذلوا الجهد، وبعد هذه الحرب، انشروا موجز التعاليم الإلهية في الجزر البريطانية، وفرنسا، وألمانيا، والنمسا-المجر، وروسيا، وإيطاليا، وإسبانيا، وبلجيكا، وسويسرا، والنرويج، والسويد، والدنمارك، وهولندا، والبرتغال، ورومانيا، وصربيا، والجبل الأسود، وبلغاريا، واليونان، وأندورا، وليختنشتاين، ولوكسمبورغ، وموناكو، وسان مارينو، وجزر البليار، وكورسيكا، وسردينيا، وصقلية، وكريت، ومالطا، وآيسلندا، وجزر فارو، وجزر شتلاند، والهبرديس، وجزر أوركني».

### أوائل البهائيين
عقب صدور هذه الألواح، بدأ عدد قليل من البهائيين بالانتقال إلى دول إسكندنافيا:
- أصبح أوجست رود (بالإنجليزية: August Rudd)‏ أول رائد بهائي في إسكندنافيا (السويد) عام 1920.[6]
- انتقلت يوهانا شوبارت (بالإنجليزية: Johanna Schubartt)‏ إلى الولايات المتحدة وتعرّفت على البهائية من خلال ماي ماكسويل، والدة روحية خانم، وذلك في عام 1919، ثم عادت إلى النرويج في عام 1927.[7]
- أصبحت يوهان سورنسن (بالإنجليزية: Johanne Sørensen)‏، وهي من الدنماركيين، بهائية أثناء وجودها في إقليم هاواي عام 1925. وعند عودتها إلى الدنمارك في نفس العام، أصبحت أول بهائية في البلاد، رغم أنه لم ينضم أي شخص آخر للدين هناك لمدة 22 سنة، ربما جزئيًا بسبب طبيعتها الانطوائية.[1] خلال تلك السنوات، شاركت في الترجمة أو أشرفت عليها، وتبادلت أكثر من 100 رسالة مع شوقي أفندي، الذي كان آنذاك رئيس الجامعة البهائية العالمية، بشأن أعمال الترجمة. في عام 1926، نشرت سورنسن ترجمة تُنسب إلى جون إيسلمونت بعد عام من وفاته،.[8] ثم ترجمت لاحقًا كتبًا أخرى من الأدب البهائي حازت على تقييم أكاديمي إيجابي. ومع ذلك، لم يُسجّل أي تحول جديد للدين خلال هذه الفترة المبكرة. وقد واصلت سورنسن نشاطها في الترجمة حتى تأسيس التجمع الروحي، الذي تولّى لاحقًا مسؤولية أعمال الترجمة الخاصة بالمجتمع البهائي.

### فترة الروّاد البهائيين
ابتداءً من عام 1946، وبعد الحرب العالمية الأولى، وضع شوقي أفندي خططًا لمجتمع البهائيين في الولايات المتحدة وكندا لإرسال خطط التدريس البهائي إلى أوروبا، بما في ذلك الدنمارك. قام الروّاد بتأسيس لجنة التعليم الأوروبية برئاسة إدنا ترو، وكان من بين أبرز أعضائها السيدتان داغمار دول (Dagmar Dole) وإلينوار هولوبو (Elenoir Holliboaugh) اللتان وصلتا إلى الدنمارك عام 1947 وساهمتا في تأسيس أول مجتمع بهائي في البلاد. ومن بين أول المعتنقين للدين البهائي في الدنمارك كانت ماي فيستبي (May Vestby) وباله بيسكوف (Palle Bischoff). وقد انتقل بيسكوف لاحقًا إلى غرينلاند بصفته رائدًا بهائيًا.
كان العديد من المعتنقين الأوائل من مؤيدي الحزب الليبرالي الاجتماعي الدنماركي كجزء من رؤيتهم الليبرالية الحديثة. بين عامي 1948 و1952، اعتنق 38 شخصًا البهائية، ولم ينسحب أحد منهم من الدين. في عام 1949، تم انتخاب أول التجمع الروحي (البهائية) في البلاد في كوبنهاغن.
وفي عام 1950، استضاف المجتمع البهائي الدنماركي عددًا من الفعاليات البهائية على مستوى أوروبا، رغم أن عدد أفراد المجتمع حينها لم يتجاوز 50 شخصًا. كان من بين هذه الاجتماعات مؤتمر لتنسيق خطط التدريس البهائي لعدة مناطق في النرويج.
ويعزو البعض نجاح الروّاد الأمريكيين في الدنمارك إلى انجذاب الدنماركيين لأسلوبهم "الثقافي" المتميّز، والذي وُصف بأنه "متحرر، مستقل، ومثالي".
وفي عام 1957، شكّلت الدنمارك إلى جانب السويد والنرويج وفنلندا تجمعًا روحيًا بهائيًا إقليميًا مشتركًا.

## التأسيس

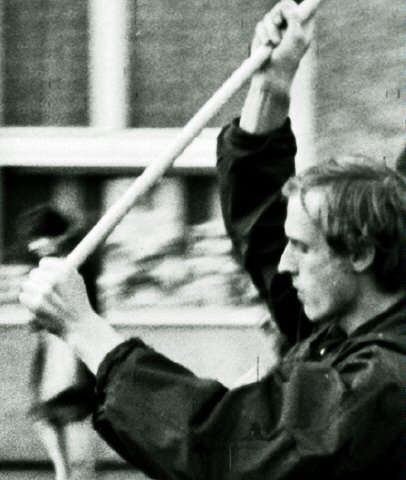
متظاهر يجهد في حمل علم فيتنام خلال مسيرة مناهضة للحرب في برلين الغربية، عام 1969.

في عام 1960، وبعد وقت قصير من وفاة شوقي أفندي وانتهاء خطط التدريس البهائي الدولية، أصبحت الدنمارك موطنًا لعدد من البهائيين من إيران، مما زاد عدد أفراد المجتمع البهائي إلى أكثر من 60 شخصًا. وفي عام 1962، تم تأسيس التجمع الروحي الوطني للبهائيين في الدنمارك.
في أعقاب التغيرات الثقافية التي شهدتها أوروبا في عامي 1968-1969، بما في ذلك الحركات الشبابية، ومعارضة تدخل الولايات المتحدة في حرب فيتنام، والاحتجاجات البيئية، شهدت معظم المجتمعات البهائية نموًا ملحوظًا؛ فبين عامي 1971 و1974، تضاعف عدد أفراد المجتمع تقريبًا. وبحلول عام 1979، أدى التوسع في التنظيم المحلي وتقديم العرائض من قبل المجتمع إلى اعتراف الحكومة بالدين البهائي كمؤسسة قانونية، مُنحت صلاحيات، منها سلطة إجراء عقود الزواج.
وفي عام 1979، ومع تصاعد اضطهاد البهائيين في إيران، والذي استمر بعد عام 2007، فرّ آلاف البهائيين الإيرانيين من البلاد، وقد أدى وصول جزء منهم إلى الدنمارك إلى مضاعفة عدد أفراد المجتمع البهائي هناك مرة أخرى.

## المجتمع الحديث
منذ بداياته، شارك الدين البهائي في التنمية الاجتماعية والاقتصادية. ابتدأت تلك المشاركة بمنح المرأة حرية أكبر، والتأكيد على أهمية تعليم النساء كأولوية، وتم تجسيد ذلك عمليًا عبر تأسيس مدارس، وتعاونيات زراعية، وعيادات صحية.
دخل الدين مرحلة جديدة من النشاط بعد صدور رسالة من بيت العدل الأعظم بتاريخ 20 أكتوبر 1983، حثّت البهائيين على إيجاد طرق تتماشى مع التعاليم البهائية للمشاركة في تنمية المجتمعات التي يعيشون فيها. ففي عام 1979، كان هناك 129 مشروعًا للتنمية الاجتماعية والاقتصادية معترف به رسميًا حول العالم. وبحلول عام 1987، ارتفع هذا الرقم إلى 1482 مشروعًا.
ورغم أن عدد البهائيين يشكل نسبة صغيرة في بلد يزيد عدد سكانه على 5 ملايين نسمة، إلا أنه في عام 1995، عندما استضافت الدنمارك لجنة الأمم المتحدة للتنمية الاجتماعية، شارك البهائيون في مساهمات المنظمات غير الحكومية في القمة، وكذلك في الأنشطة الموازية.
بالإضافة إلى ذلك، يُعدّ البهائيون في الدنمارك موضوعًا للدراسة الأكاديمية من قبل جامعة كوبنهاغن والأستاذة مارغيت واربورغ وطلبتها.

### السكان
بحسب تقديرات محلية عام 2002، بلغ عدد البهائيين في الدنمارك نحو 300 شخص، وامتد المجتمع ليشمل مناطق ريفية خارج كوبنهاغن. وأظهرت الدراسات الأكاديمية أن هناك تنوعًا في المواقف الفكرية بين البهائيين في الدنمارك، بين توجهات ليبرالية ومحافظة. أما جمعية أرشيف بيانات الأديان، التي تستند إلى الموسوعة المسيحية العالمية، فقد قدّرت عدد البهائيين في عام 2005 بنحو 1,251 شخصًا.

## قراءة إضافية
- Collins، William (1982). "كينوشا، 1893–1912: تاريخ مجتمع بهائي مبكر في الولايات المتحدة". في Moojan Momen (المحرر). دراسات في تاريخ البابية والبهائية. Kalimat Press. ج. 1. ISBN:1-890688-45-2.
- Warburg، Margit (1999). "البهائية: مقاربة دينية للعولمة". Social Compass. ج. 46 رقم  1. مؤرشف من الأصل في 2006-10-17. {{استشهاد بخبر}}: الوسيط غير المعروف |معرف-الرقم-الرقمي= تم تجاهله (مساعدة)
- Warburg، Margit (2004). البهائيون في الغرب. Kalimat Press. ص. 228–263. ISBN:1-890688-11-8. مؤرشف من الأصل في 2023-12-04. {{استشهاد بكتاب}}: الوسيط غير المعروف |الأخير-المحرر= تم تجاهله (مساعدة) والوسيط غير المعروف |الأول-المحرر= تم تجاهله (مساعدة)
- Warburg، Margit (2006). مواطنو العالم: تاريخ وسوسيولوجيا البهائيين من منظور العولمة. لايدن: Brill. ISBN:978-90-474-0746-1. OCLC:234309958.

## روابط خارجية
- الجمعية الروحية الوطنية في الدنمارك
- الجماعة البهائية في جزر فارو